# Nepůvodní druh
Nepůvodní druh  je druh, který kvůli člověku žije mimo areál svého přirozeného výskytu. Na dané místo byl zavlečen činností člověka buď úmyslně, nebo neúmyslně. Proces úmyslného zavlečení člověkem se nazývá introdukce (z latinského intro dovniř, vstoupit; ductus cesta).

## Důvody introdukce
- zvýšení produkce (maso, kožešina aj.);
- zvýšení diverzity původního ekosystému;
- estetický důvod (např. přenášení okrasných druhů rostlin do zámeckých a jiných parků);
- využití vlastností k náhradě domácího druhu (při rekultivaci, při řešení vlivu imisí apod.)
- výzkumné a vědecké účely

Úspěch introdukce závisí na podobnosti nového stanoviště s původním stanovištěm (především z hlediska klimatického), na schopnosti introdukovaného druhu adaptovat se na novém stanovišti, na odolnosti vůči novým méně výhodným podmínkám, chorobám, parazitům atd.

## Problémy introdukce
Nepůvodní druhy mohou působit problémy, když se stanou invazními. To znamená, že se aklimatizují a začnou se šířit i do jiných biotopů, než kam člověk zamýšlel.

### Problémy introdukce rostlin

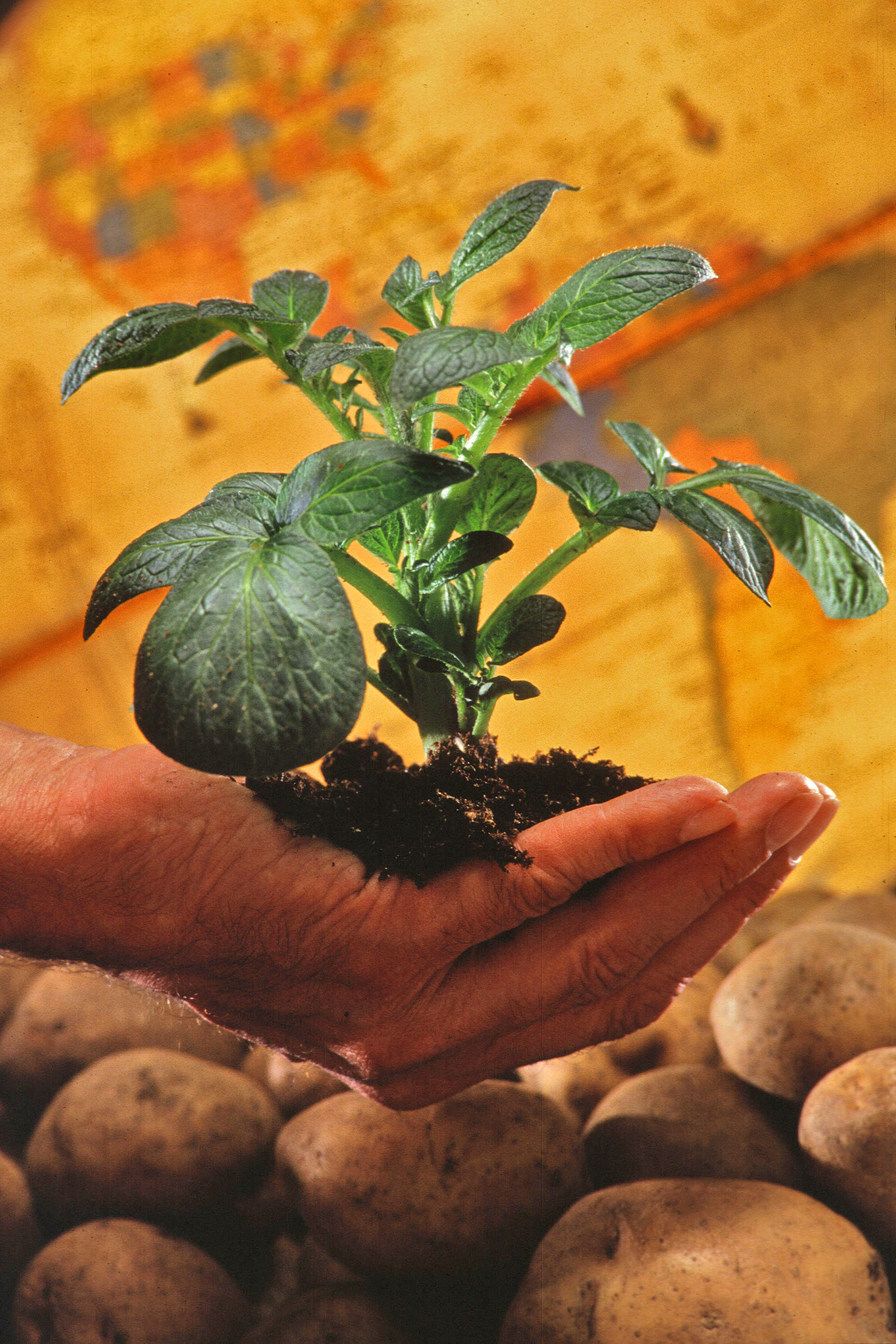
Lilek brambor

Při úspěšné introdukci rostlin mohou nastat dvě situace:
- introdukovaná rostlina bude na novém stanovišti dobře prospívat sobě i svému okolí (např. douglaska tisolistá, lilek brambor);
- introdukovaná rostlina bude na novém stanovišti dobře prospívat sobě, ale škodit svému okolí (např. akát, bolševník velkolepý aj.).

Ve druhém případě hrozí nebezpečí, že se introdukovaný druh stane invazním druhem, který se bude nekontrolovatelně šířit a škodit svému okolí (absence přirozených nepřátel).
Příkladem jsou některé introdukované druhy, které se šíří v české přírodě. Z dřevin introdukovaných do ČR má největší plošné zastoupení trnovník akát (zalesňování holin na vápencích i jinde), dále smrk pichlavý (odolnost v imisních polohách Krušných hor), douglaska tisolistá (vysoká produkce dřeva), borovice černá, vejmutovka, dub červený (vysoká adaptabilita na různá stanoviště). Z hlediska introdukce je zajímavý modřín opadavý: na většině našeho území patří k introdukovaným dřevinám.

### Problémy introdukce živočichů
Obrovské problémy způsobila například introdukce některých savců do Austrálie, protože v Austrálii se přirozeně vyskytují výhradně vačnatci. Králíci, psi, myši, zdivočelí koně, velbloudi a další zavlečená zvířata způsobují v Austrálii velké ekologické a ekonomické škody. Australská společnost s tímto problémem bojuje již desítky let.
Podobný problém mají i jiné oblasti světa, zpravidla ostrovy, protože na nich se přirozeně vyskytují unikátní rostlinná a živočišná společenstva (a nezřídka endemitní druhy), která jsou zavlečenými druhy ohrožována. Příkladem může být souostroví Galapágy.